# Eduard Collins
Eduard Collins (* 21. Februar 1796 in Sollnicken; † 16. August 1859 in Warmbrunn) war ein preußischer Generalmajor und Kommandeur der 4. Kavallerie-Brigade.

## Leben

### Herkunft
Eduard war der Sohn des gleichnamigen Landwirts Eduard Collins und dessen Ehefrau Elisabeth, geborene Ruffmann.

### Militärkarriere
Collins sollte wie sein Vater Landwirt werden und lernte folglich die Landwirtschaft. Mit dem Beginn der Befreiungskriege trat er am 10. April 1813 als freiwilliger Jäger in das Ostpreußische National-Kavallerie-Regiment der Preußischen Armee ein und avancierte Anfang Juni 1813 zum Sekondeleutnant. Während der Kriege erwarb er bei der Belagerung von Torgau das Eiserne Kreuz II. Klasse und nahm an der Belagerungen von Magdeburg, der Schlacht bei Dennewitz sowie dem Gefecht bei Blankenfelde teil. Collins schied am 31. Januar 1815 zunächst aus dem Militärdienst, wurde aber am 30. März 1815 bei Kavalleriestamm des 3. Ostpreußischen Landwehr-Regiments wieder angestellt. 
Er wurde am 24. April 1816 dann als Stammoffizier in das II. Bataillon im 1. Landwehr-Regiments nach Königsberg versetzt und stieg bis Ende August 1819 zum Premierleutnant auf. Am 12. Mai 1820 schied Collins mit Invaliditätsgehalt erneut aus der Armee aus, um vier Jahre später ein weiteres Mal einzutreten und ab 9. Juni 1824 beim Kavalleriestamm des Landwehr-Bataillons im 33. Infanterie-Regiment verwendet zu werden. Ende Mai 1832 folgte seine Beförderung zum Rittmeister und als solcher wurde er Ende März 1841 dem 4. Ulanen-Regiment aggregiert. Am 22. März 1843 wurde er Major und war danach von 14. April 1844 bis zum 20. Oktober 1846 Führer der Landwehreskadron in Konitz. Ab dem 29. Februar 1848 versah Collins seinen Dienst als etatsmäßiger Stabsoffizier im 4. Ulanen-Regiment. Daran schloss sich am 19. März 1850 seine Ernennung als Kommandeur im 6. Ulanen-Regiment an. In dieser Eigenschaft avancierte Collins bis Ende März 1852 zum Oberst. Am 12. November 1855 wurde als Kommandeur in die 4. Kavallerie-Brigade versetzt und kurz darauf à la suite seines bisherigen Regiments gestellt. Collins erhielt am 3. September 1856 den Roten Adlerorden II. Klasse und wurde am 15. Oktober 1856 Generalmajor. Am 11. März 1858 wurde Collins mit Pension zur Disposition gestellt. Er verstarb am 16. August 1859 in Warmbrunn.

### Familie
Collins heiratete am 25. Oktober 1832 in Posen Johanna Luise Ulrike Friedrich (1800–1871), eine Tochter des Bürgers und Schwarzfärbers Wilhelm August Friedrich aus Unruhstadt. Sie wurde am 18. Dezember 1871 in Görlitz beigesetzt.